# Russische parlementsverkiezingen 1993

Winnende partij per regio
LDPD
VR
KPRF
APR
PRES
Jabloko

De Russische parlementsverkiezingen van 1993 vonden op 12 december van dat jaar plaats. Het waren de eerste verkiezingen voor het nieuwe tweekamerparlement bestaande uit de Staatsdoema (lagerhuis) en de Federatieraad (hogerhuis). De verkiezingen vonden plaats tegen de achtergrond van de constitutionele crisis van 1993, een krachtmeting tussen president Boris Jeltsin en het parlement - toen nog de Opperste Sovjet van de Russische Federatie genaamd - onder aanvoering van vicepresident Aleksandr Roetskoj. Jeltsin ontbond op 21 september per decreet het parlement en schreef parlementsverkiezingen uit voor 12 december 1993. De Opperste Sovjet verklaarde het handelen van Jeltsin als ongrondwettelijk en beriep zich op de grondwet dat wanneer een president ongrondwettelijk handelde, hij van zij functie verloor. Roetsjkov werd door de Opperste Sovjet tot waarnemend president benoemd. Het parlementsgebouw, het Witte Huis werd door politie en leger omsingeld en op 24 september kwam het tot een gewelddadig treffen tussen aanhangers van de Opperste Sovjet (communisten, nationalisten) en het leger dat trouw was aan president Jeltsin. Het leger had begin oktober de situatie weer volledig onder controle. Er vielen bij elkaar bijna tweehonderd doden. Jeltsin verbood daarop de activiteiten van verschillende communistische en nationalistische groeperingen die vanwege de presidentiële maatregelen niet mee konden doen aan de verkiezingen van 12 december.
Op voorstel van Jeltsin kwam er een nieuw parlement ter vervanging van de Opperste Sovjet. Het zou gaan bestaan uit een lagerhuis, de Staatsdoema met 450 gekozen leden en een hogerhuis, de Federatieraad met 178 uit de regio's gekozen leden. Kandidaten voor de verkiezingen van de Federatieraad deden mee op eigen titel (d.w.z. niet op basis van een politieke partij).
Omdat een aantal partijen (een aantal communistische partijen, sommige nationalistische partijen) waren uitgesloten van deelname aan de verkiezingen werd de regeringsgezinde Democratische Keuze van Rusland van Jegor Gajdan met 15,5% de grote winnaar. Samen met de Liberaal-Democratische Partij van Rusland van de extreme nationalist Vladimir Zjirinovski eindigde de Democratische Keuze op een gedeelde eerste plaats: beide partijen kregen 64 zetels in de nieuwe Staatsdoema. De Communistische Partij van de Russische Federatie (KPRF) van Gennadi Zjoeganov won 42 zetels en eindigde daarmee op een tweede plaats. De meeste gekozenen waren er niet bij een politieke partij aangesloten (130 van de 450 zetels).

## Uitslag

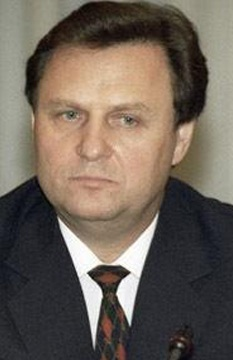
Ivan Rybkin (*1946), voorzitter van de Staatsdoema

### Staatsdoema
| Uitslag van de parlementsverkiezingen            | Uitslag van de parlementsverkiezingen | Uitslag van de parlementsverkiezingen | Uitslag van de parlementsverkiezingen | Uitslag van de parlementsverkiezingen |
| Partij                                           | Russisch                              | Stemmen                               | %                                     | Zetels                                |
| ------------------------------------------------ | ------------------------------------- | ------------------------------------- | ------------------------------------- | ------------------------------------- |
| Liberaal-Democratische Partij van Rusland        | ЛДПР                                  |                                       | 22,9%                                 | 64 / 450                              |
| Democratische Keuze van Rusland                  | ДВР                                   |                                       | 15,5%                                 | 64 / 450                              |
| Communistische Partij van de Russische Federatie | КПРФ                                  |                                       | 12,4%                                 | 42 / 450                              |
| Agrarische Partij van Rusland                    | АПР                                   |                                       | 8,0%                                  | 37 / 450                              |
| Jabloko                                          | Яблоко                                |                                       | 7,9%                                  | 27 / 450                              |
| Vrouwen van Rusland                              | Женщины России                        |                                       | 8,1%                                  | 23 / 450                              |
| Partij van Russische Eenheid en Harmonie         | ПРЕС                                  |                                       | 6,7%                                  | 22 / 450                              |
| Democratische Partij van Rusland                 | Демократическая Партия России         |                                       | 5,5%                                  | 14 / 450                              |
| Burgerunie                                       | Гражданский союз                      |                                       | 1,9%                                  | 10 / 450                              |
| Democratische Hervormingsbeweging van Rusland    | RDDR                                  |                                       | 4,0%                                  | 5 / 450                               |
| Waardigheid en Liefdadigheid                     | Достоинство и милосердие              |                                       | 0,7%                                  | 3 / 450                               |
| Toekomst van Rusland - Nieuwe Namen              | BRNI                                  |                                       | -                                     | 2 / 450                               |
| Russische Ecologische Partij "De Groenen"        | РЭП «Зелёные»                         |                                       | 0,7%                                  | 1 / 450                               |
| Onafhankelijk                                    | Onafhankelijk                         |                                       | -                                     | 130 / 450                             |
| Vacant                                           | Vacant                                |                                       | -                                     | 6 / 450                               |
| Totaal (opkomst: 54,34%)                         | Totaal (opkomst: 54,34%)              |                                       | 94,3                                  | 450                                   |
| Bron: Uitslag                                    |                                       |                                       |                                       |                                       |

### Federatieraad
| Onafhankelijk         | 100% | 171 / 178 |
| Vacant                |      | 7 / 178   |
| Totaal                | 100% | 178       |
| Bron: Nohlen & Stöver |      |           |

## Nasleep
Veel onafhankelijke kandidaten die waren gekozen in de Staatsdoema sloten zich aan bij een partijfractie of vormden een eigen fractie. Op die manier werd hun invloed op de besluitvorming vergroot.

### Verkiezing van voorzitter van de Staatsdoema
Ivan Rybkin van de Agrarische Partij van Rusland werd gekozen tot eerste voorzitter van de Staatsdoema.

### Verkiezing van voorzitter van de Federatieraad

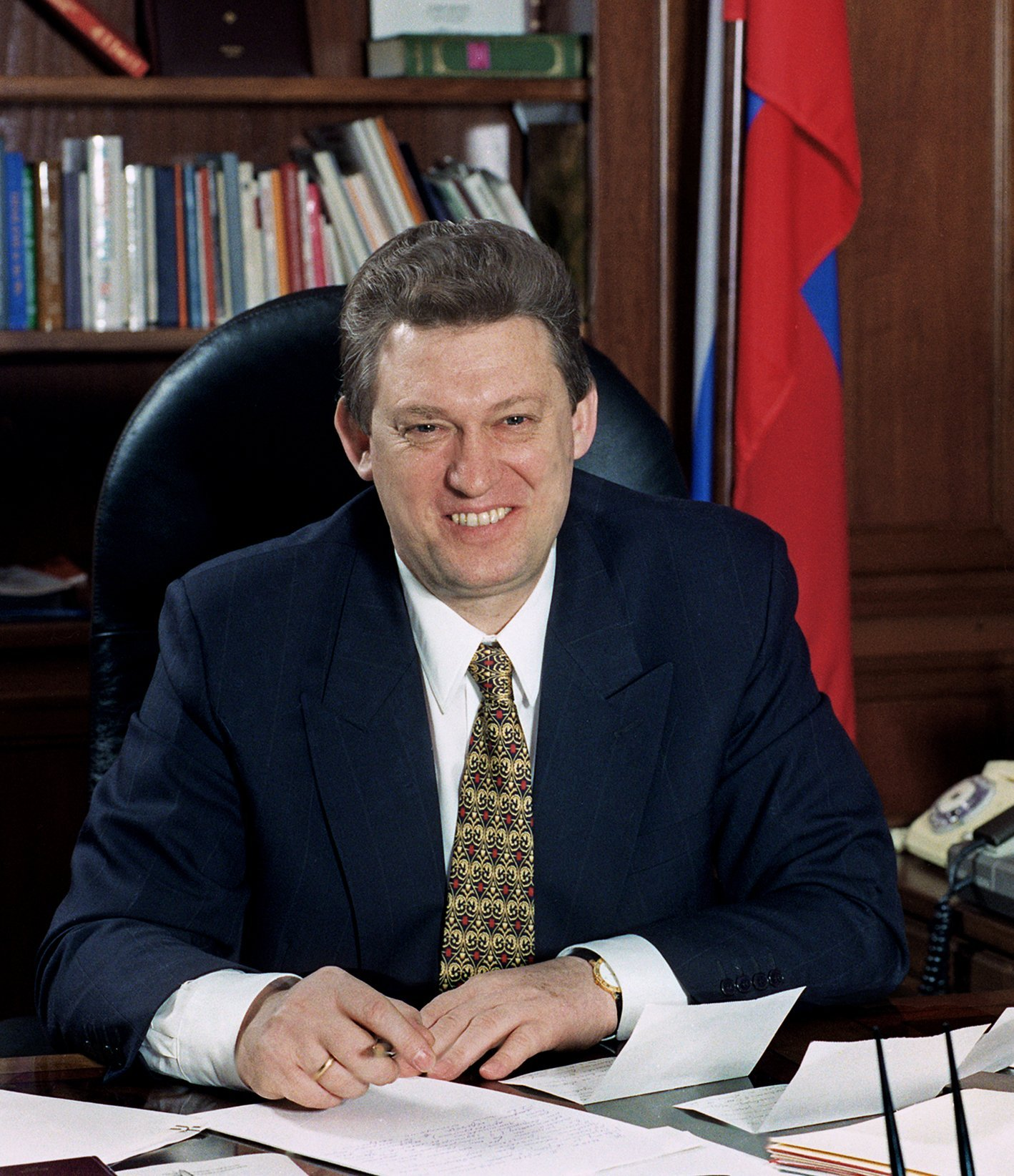
Vladimir Sjoemeiko (*1945), voorzitter van de Federatieraad

Vladimir Sjoemeiko (partijloos) werd gekozen tot eerste voorzitter van de Federatieraad.